# 1954년 FIFA 월드컵 결승전
1954년 FIFA 월드컵 결승전(독일어: Das Finale der Fußball-Weltmeisterschaft 1954)은 스위스 베른의 방크도르프슈타디온에서 1954년 7월 4일에 열린 5번째 FIFA 월드컵인 1954년 FIFA 월드컵의 결승전이다. 이 경기에서 상대적으로 열세의 전력을 지닌 서독이 우승 후보였던 헝가리를 3–2로 이겼다. 독일에서는 "베른의 기적" (독일어: Das Wunder von Bern)으로 부르기도 하는데, 2003년에는 이 경기를 소재로 하는 같은 이름의 영화가 독일에서 개봉하였다.

## 결승전 이전의 팀 상태

### 헝가리

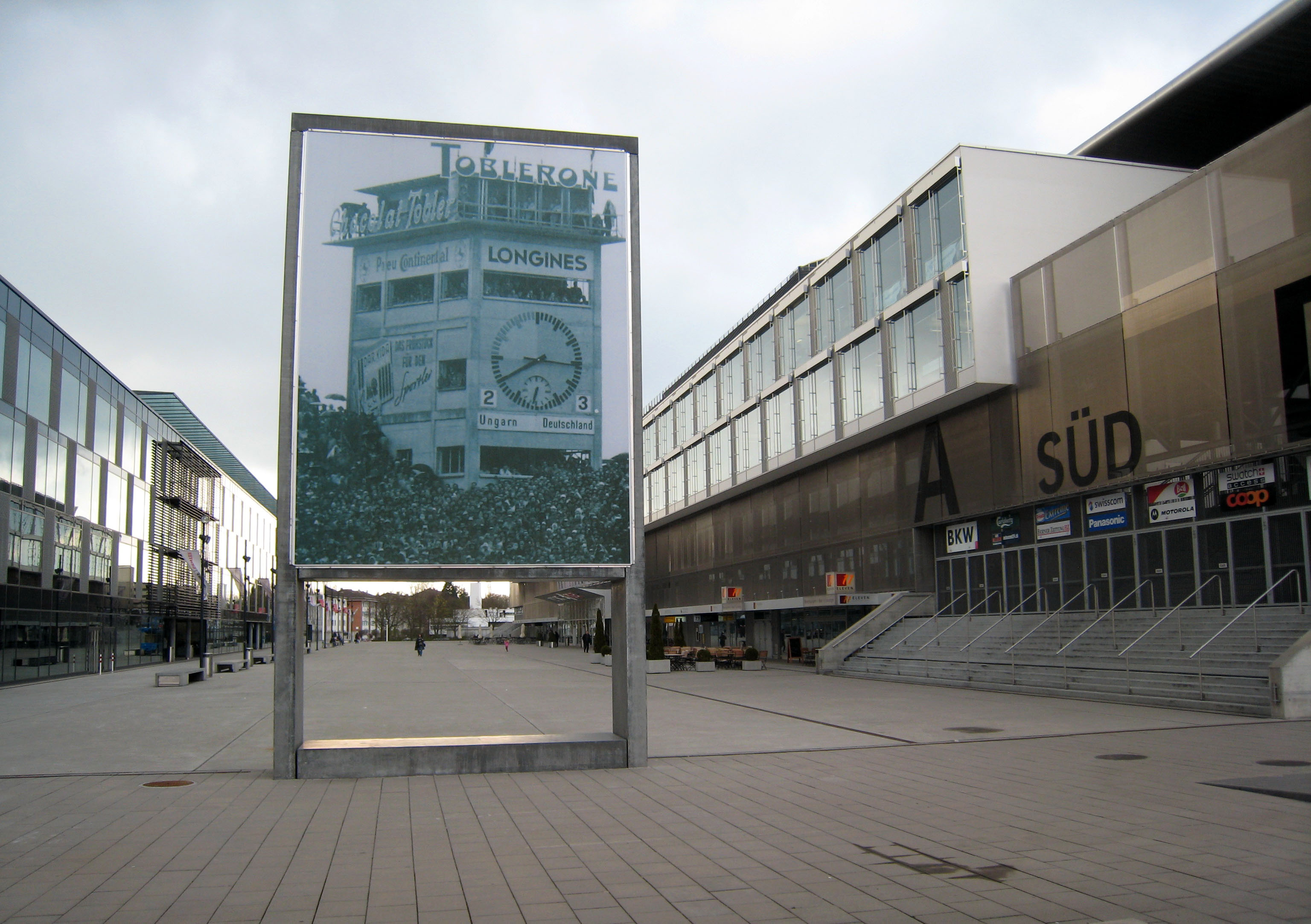
1954년 결승전의 화보가 방크도르프 터에 새로 세워진 스타드 드 스위스 경기장 앞에 설치되어 있다.

헝가리는 1954년 대회의 우승후보로 꼽혔다. 1954년 월드컵이 열리기 5년 전부터, 헝가리는 32경기 무패 행진을 달렸으며, 올림픽 우승을 거두었고, 1953년에는 중앙 유럽 국제컵을 우승하였다. 또한 1953년에는 잉글랜드를 6–3으로 격파하며 웸블리 스타디움에서 승리를 거둔 첫 비영국팀이 되었고, 월드컵 전에는 부다페스트에서 잉글랜드를 7–1로 무참히 짓밟았다.
헝가리와 서독은 앞서 조별 리그에서 조우한 적이 있으며, 헝가리가 이 경기에서 8–3의 승리를 거두었다. 경기에서 푸슈카시 페렌츠 헝가리 주장은 발목에 머리카락 부상을 입었고, 이어지는 두 경기에서 결장하였으며; 그의 부재에도 불구하고 헝가리는 브라질 (전 월드컵 대회 준우승 팀) 과 우루과이 (1950년 월드컵 디펜딩 챔피언)를 각각 8강전과 준결승전에서 눌렀다.
푸슈카시는 결승전까지 완전히 회복된 상태가 아니였으나, 셰베시 구스타브 감독은 그를 선발로 내세웠다.
헝가리가 서독을 상대로 조별 리그에서 기록한 8–3 승리는 결승전 최종 결과를 반영하는 것처럼 보였다. 통계적인 관점으로, 역대 축구 국가대표팀 중 헝가리보다 엘로 점수를 적립한 나라는 없다.

### 서독
제2차 세계 대전 종전 후, 3개의 독일 국가대표팀 (서독, 동독, 그리고 자르 보호령) 은 1950년 FIFA 월드컵 참가가 금지되었다; 그 결과, 서독 국가대표팀이 복귀한 첫 국제대회는 1954년 FIFA 월드컵이 되었다.
헝가리에게 3–8로 패한 조별 리그 경기에서, 헤어베어거 서독 감독은 2군을 배치하였었다. 결승전까지 그의 정예 선수들을 아껴두게 되면서, 헤어베어거는 독일 국가대표팀의 진짜 전력을 숨길 수 있었다. 그 결과에 따라, 헝가리는 그들의 상대를 과소평가할 공산이 컸다.

## 경기

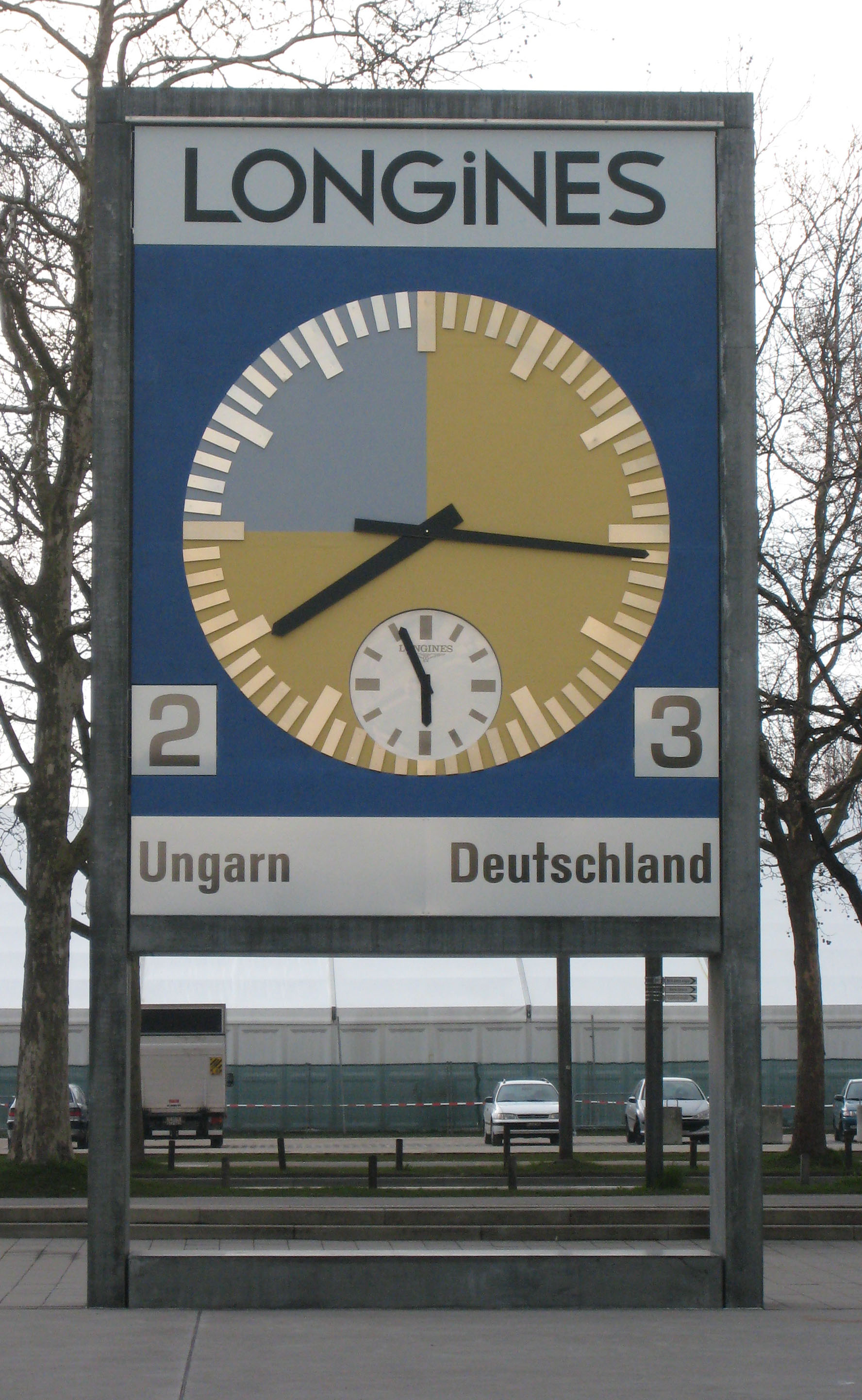
스타드 드 스위스 앞에 경기를 기념하기 위해 시계가 복원 설치되어 있다.

경기는 폭우가 내리는 중에 진행되었고, 독일에서는 당시 서독 주장이었던 프리츠 발터가 이 상황에서 최적의 기량을 펼쳤다는 점을 이용해, 이 날씨에 "프리츠 발터의 날씨"라는 호칭을 붙였다. 또한 독일인들은 아디다스로부터 지금까지 금시초문이었던 날씨 상황에 따라 알맞게 교체 가능한 스크류방식의 징이 달린 축구화를 제공받았다. 이 축구화는 독일 선수들이 악천후에도 보통 신는 축구화를 신을 수 있게 하였다.
제 시간에 완전히 회복하지는 못하였으나, 푸슈카시 페렌츠는 헝가리 출전 명단에 포함되었고, 그는 경기 시작 6분만에 선제골을 득점하였다. 치보르 졸탄은 2분 후에 헝가리의 2번째 득점을 올리며 리드를 늘렸고, 대회 우승 후보는 조별 리그에서처럼 운명적으로 서독을 상대로 손쉬운 승리를 거둘 것으로 예상되었다.
그러나, 서독은 빠르게 따라잡았고, 막스 모얼로크 (10') 와 헬무트 란 (18')의 득점으로 경기를 원점으로 되돌렸다. 2–2 동점을 이룬 상황에서, 서독은 마침내 헝가리를 상대로 팽팽한 싸움을 붙였으며, 양 팀 모두 리드를 잡을 수 있었던 결정적인 찬스를 날리며 전반전을 더 이상의 추가 득점 없이 끝냈다. 후반전에서, 헝가리는 다시 리드를 잡기 위해 파상공세를 퍼부었으나, 서독의 수비에 막히며 번번히 무산되었고, 토니 투레크 수문장은 여러 차례 환상적인 선방을 보였다.
경기 종료 6분을 남겨놓고, 헬무트 란 서독 스트라이커는 팀의 3번째 득점을 뽑아내었다. 경기 종료 2분을 남겨놓고, 푸슈카시는 경기를 또다시 동점으로 끌어가는 듯 보였으나, 그의 득점은 웨일즈 주심 벤저민 그리피스에 의해 오프사이드로 판정되었다. 경기는 헝가리의 무패 기록을 종식시켰고, 축구 역사상 최대의 이변 중 하나로 기록되었다.

### 논란
라이프치히 대학교의 연구팀 몇 명은 이 경기에서 승리를 거둔 서독 국가대표팀 선수 몇명이 킥오프 전에 메타암페타민을 주입하였다고 주장하였다. 당시 선수들은 비타민 C 주입을 받았었다고 믿고 있었다. "독일의 도핑"으로 명명된 이 연구에서, 1954년 FIFA 월드컵에서는 당시 도핑 테스트가 존재하지 않았다.

## 독일 역사에 미친 영향
예기치 못한 승리는 당시 제2차 세계 대전 이후로 고통을 받던 독일 전국을 황홀감으로 들썩이게 하였다. 또한 이 때에는 제2차 세계 대전 이후로 독일의 국가가 국제 스포츠 대회에서 연주되었다. 독일 역사학자 아투어 하인리히와 요아힘 페슈트는 1954년 대회 우승이 종전후 독일의 역사에 전환점이 되었다고 주장되었다.
당시 독일에서는 TV가 몇몇의 가정이나 공공장소에만 보급되었고, 독일 라디오 해설가인 헤어베어트 치머만은 그의 어록으로 유명해졌다. 그의 감정적인 해설 스타일 ("저를 미쳤다고 하세요, 저를 제정신이 아니라고 하세요" - "Halten Sie mich für verrückt, halten Sie mich für übergeschnappt") 과 특히 서독의 결승골 득점 상황 ("란은 필드 뒤에서 슛을 해야 합니다, 란 슛 - 골, 골, 골, 골입니다!" - "Aus dem Hintergrund müsste Rahn schießen, Rahn schießt - TOR, TOR, TOR, TOR!")의 어록, 그리고 경기 종료 후 ("끝! 끝! 끝! 끝! 경기 끝났습니다! 독일이 베른의 결승전에서 헝가리를 3대2로 꺾고 우승했습니다!" - "AUS! AUS! AUS! AUS! Das Spiel ist aus. Deutschland ist Weltmeister, schlägt Ungarn mit 3 zu 2 Toren im Finale in Bern!")의 어록은 독일에서 잘 알려져 있다.

## 경기 요약
| 서독                      | 3 – 2  | 헝가리                  |
| ------------------------- | ------ | ----------------------- |
| 모얼로크 10′ · 란 18′ 84′ | 리포트 | 푸슈카시 6′ · 치보르 8′ |

| 서독 | 헝가리 |

| GK              | 1  | 토니 투레크        |
| RB              | 7  | 요제프 포지팔      |
| CB              | 10 | 베르너 리브리히    |
| LB              | 3  | 베르너 콜마이어    |
| HB              | 6  | 호르스트 에켈      |
| HB              | 8  | 카를 마이          |
| IR              | 13 | 막스 모를로크      |
| IL              | 16 | 프리츠 발터 (주장) |
| OR              | 12 | 헬무트 란          |
| CF              | 15 | 오트마어 발터      |
| OL              | 20 | 한스 셰퍼          |
| 감독:           |    |                    |
| 제프 헤르베르거 |    |                    |

| GK              | 1  | 그로시치 줄러          |
| RB              | 2  | 부잔스키 예뇌          |
| CB              | 3  | 로란트 줄러            |
| LB              | 4  | 런토스 미하이          |
| HB              | 5  | 보지크 요제프          |
| HB              | 6  | 저커리아시 요제프      |
| RW              | 11 | 치보르 졸탄            |
| AM              | 9  | 히데그쿠티 난도르      |
| LW              | 20 | 토트 미하이            |
| CF              | 8  | 코치시 샨도르          |
| CF              | 10 | 푸슈카시 페렌츠 (주장) |
| 감독:           |    |                        |
| 셰베시 구스타브 |    |                        |

| 부심: 빈첸초 올란디니 (이탈리아) 샌디 그리피스 (웨일스) |

## 같이 보기
- 독일의 FIFA 월드컵 성적